# Robert Lawrance Lobe
Robert Lawrance Lobe (* 1945 in Detroit) ist ein US-amerikanischer Bildhauer und Zeichner, der in New York lebt.

## Leben und Werk
Robert Lobe ist in Detroit geboren und in Cleveland aufgewachsen. Von 1963 bis 1967 studierte er Skulptur am Oberlin College in Ohio. Ein Postgraduales Studium am Hunter College in New York schloss er 1968 ab.
Lobe ist bekannt für Werke aus Aluminium. Er verwendet Vorschlaghammer, Drucklufthammer und Wärme, um diese Skulpturen zu fertigen. Die Form, das Material und die Textur von Holz inspirieren Lobe zu seinem Werk.

## Ausstellungen (Auswahl)
- 1981 The Americans, The Landscape Contemporary Arts Museum Houston, Texas
- 1978 Young American Artists: Exxon National Exhibition Solomon R. Guggenheim Museum, New York City
- 1977 documenta 6, Kassel
- 1976 A Month of Sundays Institute for Art and Urban Resources, MoMA PS1, New York City
- 1975 76 Jefferson Street Museum of Modern Art, New York City
- 1974 The Levi Strauss Collection San Francisco Museum of Modern Art, San Francisco
- 1972 Painting and Sculpture Today: 1972 Indianapolis Museum of Art, Indianapolis, IN
- 1969 Anti Illusion: Procedures/Materials Whitney Museum of American Art, New York

## Auszeichnungen
- 1992+2003 Pollock-Krasner Foundation
- 2001 Joan Mitchell Foundation
- 1994 Preis der Adolph and Esther Gottlieb Foundation
- 1993 Elizabeth Foundation
- 1985 Guggenheim Sculptor in Residence, Chesterwood, MA
- 1979+1984 National Endowment for the Arts Fellowship
- 1982 Creative Artists Public Service Award